# مانو فيريرا
مانو فيريرا هو مدرب كرة قدم ولاعب كرة قدم بلجيكي في مركز الهجوم، ولد في 21 أكتوبر 1958 في إل ثيرو دي أنديفالو في إسبانيا. لعب مع S.C. Eendracht Aalst ‏.

## وصلات خارجية
- مانو فيريرا على موقع قاعدة بيانات كرة القدم.إي يو (الإنجليزية)
- مانو فيريرا على موقع عالم كرة القدم.نت (الإنجليزية)